# Ураљске кнедле
Ураљске кнедле (рус. Уральские пельмени) је руски хумористички програм. Емитује се на СТС каналу од 2009. године. Има високе телевизијске рејтинге.

## Историја
Креативно удружење «Ураљске кнедле» настало је 1993. године као КВН тим. 2000. године, тим је постао шампион више лиге КВН. Од октобра 2009. године, Ураљске кнедле издају сопствену истоимену хумористичку емисију на каналу СТС .

## Концепт
Програм се састоји углавном од комичних сцена (хумор о домаћим и друштвеним темама, ретко о политици). Хумористи такође изводе веселе песме, приказују пародије на познате личности и телевизијске емисије, организују интерактиве са гостима у соби и импровизације.

## Актери
- Дмитриј Соколов — оснивач тима
- Дмитриј Брекоткин
- Андреј Рожков
- Вячеслав Мясников
- Сергеј Исајев
- Максим Јарица
- Александар Попов
- Сергеј Ершов
- Сергеј Калугин
- Илана Јуријева
- Ксения Корнева
- Роман Постовалов
- Артем Пушкин
- Данила Пятков

## Награде
- 2013.године, колектив је добио престижну међународну телевизијску награду ТЕФИ-Содружество [8].
- ТЕФИ 2018 у номинацији хумористички програм/шоу[9].
- ТЕФИ 2023 у номинацији хумористички програм/шоу[10].